# 救命ボート

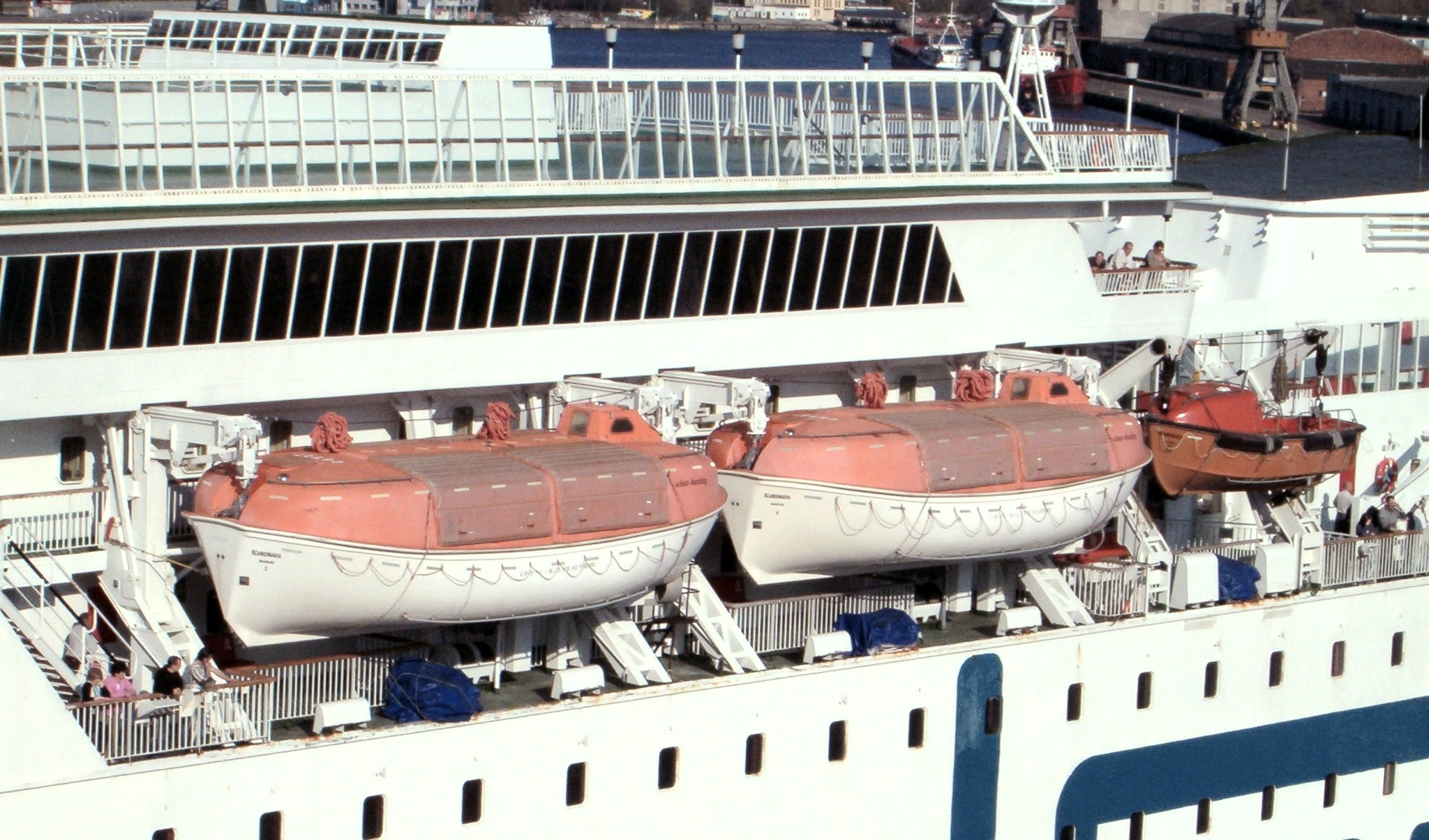
救命ボート

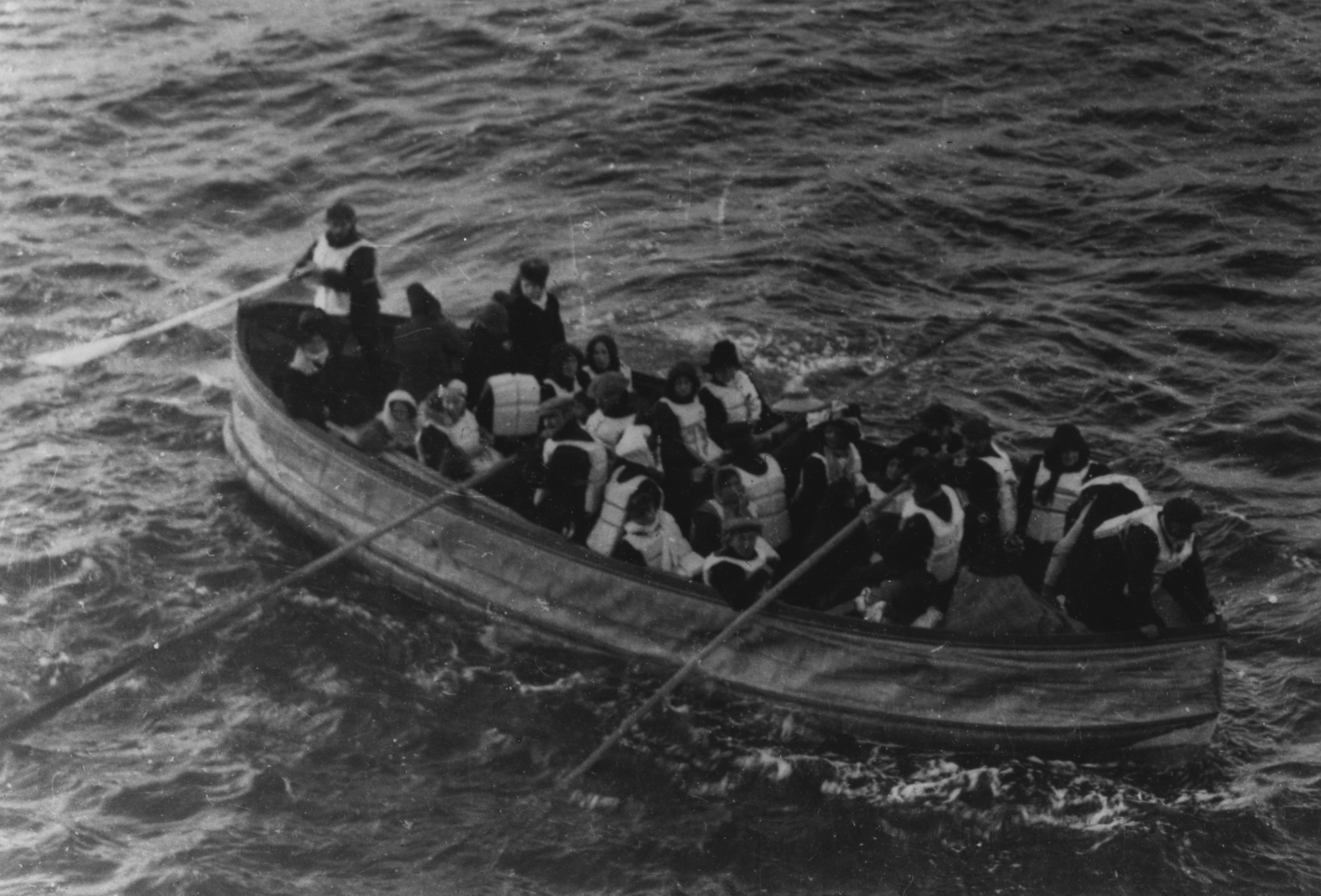
タイタニック号沈没事故の際に使用された救命ボート(折りたたみ式)。

救命ボート（きゅうめいボート）とは、船舶における海難・水難事故（沈没も含む）時における脱出用や、水害時の被災者の救出、タグボートと同じ扱いで船を引っぱる際に使用する小型ボートのこと。転じて、船舶の体を成していなくても非常脱出・船舶補助用の機器・装置をこう呼ぶ場合がある。法律などでは、救命艇と呼ばれる。

## 概要

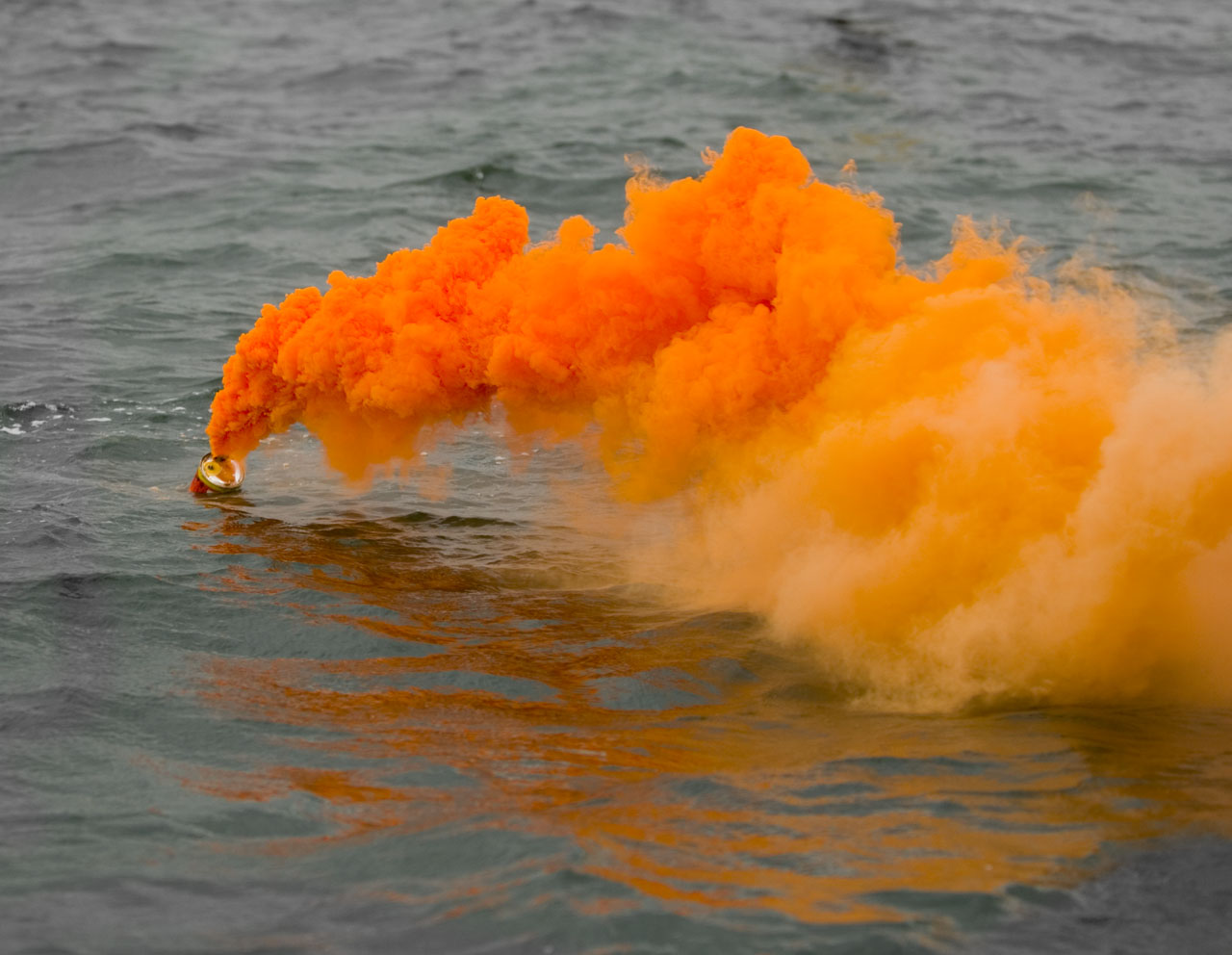
発煙浮信号

船舶に搭載するものでは、古くはカッターボートが用いられてきたが、素材の改良に伴いゴムボートも普及している。旅客機などの航空機では、洋上への不時着に備えてコンパクトに収納された、自動的に膨らむゴムボートが標準的に積まれている。近年の旅客機は緊急脱出スライドがそのままゴムボートとなっている。
軍艦や一部の商船では銅板で作った浮体をぴったり並べて楕円形を作り、キャンバスで包んで床を張った救命いかだ(カーリーフロート)も盛んに用いられた。大型船舶に常備されるほか、水辺の監視所や水防倉庫・防災倉庫などにも配置される。水防倉庫や防災倉庫などに収納されているものの中には、アルミなどによる折り畳み式のものもみられる。北方洋で操業する漁船に積まれているものなどでは、大波に晒された悪天候下でも転覆しないようFRP樹脂製の密閉カプセル型のものもあり、被災者の生存率を高めるための様々な工夫が凝らされている。
船舶や航空機に積まれている脱出用の救命ボートや救命いかだの場合は、脱出後の漂流（サバイバル）に備えて様々な物が備え付けられている。（これらは船舶救命設備規則「第十四条第三項」の一覧にて定められている。）
代表的なものに非常食や通信機・飲料水ないし蒸留器、釣具や医療キット・発煙浮信号（救命浮標・救命浮環）とセットで使い、遭難者に浮環の場所を知らせる）、捜索隊に存在を知らせる海面染色剤などがある。
陸上に常備しておくものとして、津波救命艇もある。

## 船舶に常備される救命ボート

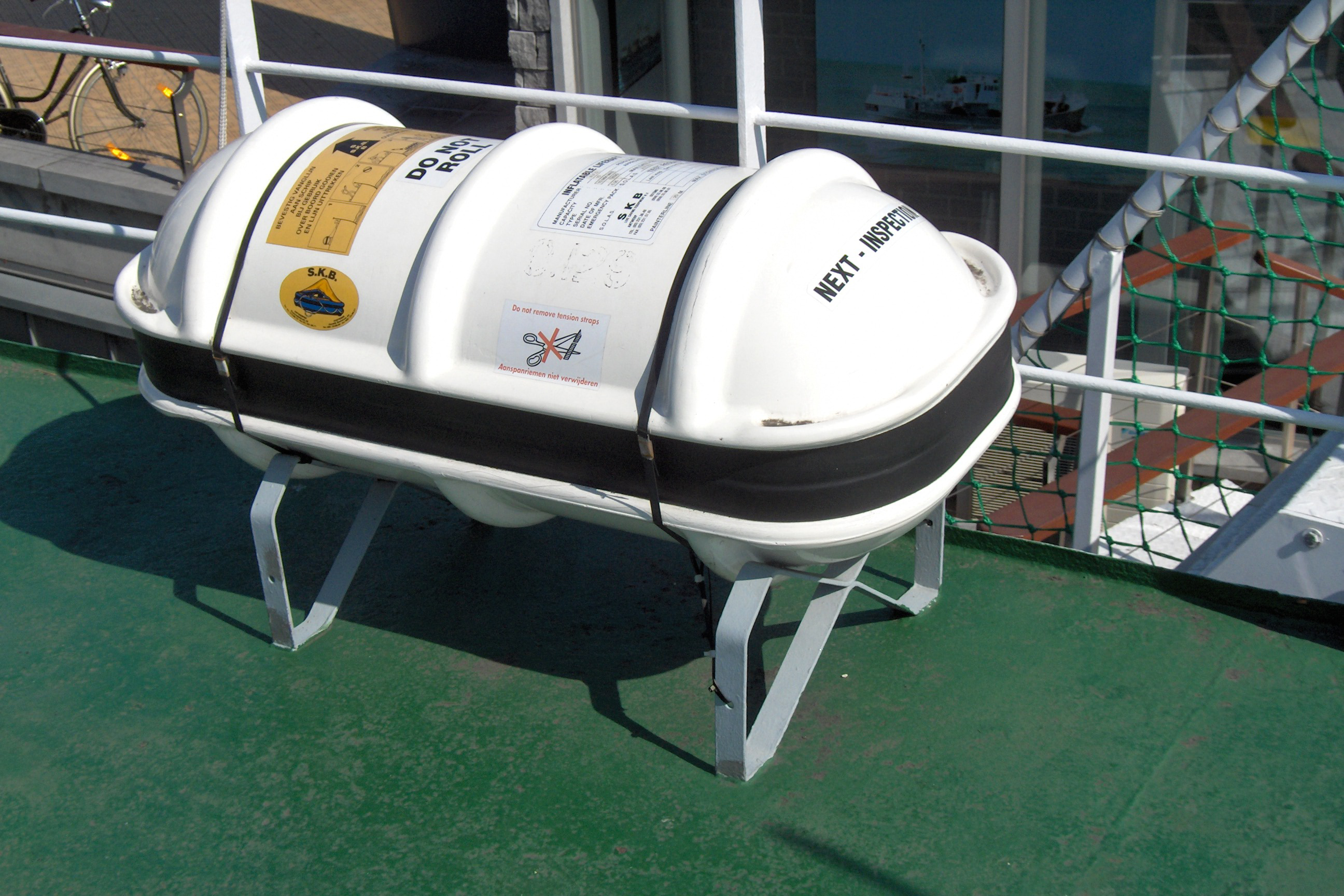
膨らんで利用されるカプセル型

ISO 7010で定められた通路の先に救命艇があることを示す安全標識

救命ボートを軽視して乗船人数分の半分程度しか用意していなかったために大勢の犠牲者が出たタイタニック号の沈没事故を教訓に、現在の船舶では、本船乗員乗客数以上の救命ボート定員確保が義務付けられている。木製や金属製のボートの他、着水時に自動的に膨らむゴム、ナイロン製の救命いかだ（通常時はカプセルに詰められている）などが配備されている。これらは海で目立つよう白色、オレンジ色に着色されている。
これらの救命設備は、海上における人命の安全のための国際条約(SOLAS条約) 第3章 救命設備にて設置が義務付けられている。また、これらの救命ボートへの要求水準や船舶毎に設置する救命ボートの種類なども定められている。
- 旅客船や乾貨物船などに対して、部分閉囲型救命艇、全閉囲型救命艇、自己復正部分閉囲型救命艇。
- ガス運搬船や化学薬品を扱う船など用の空気自給式救命艇（自蔵空気維持装置付救命艇）。
- 石油タンカーなどでは、耐火救命艇
- ばら積み貨物船などでは、自由降下式救命艇

また、飽和潜水ダイバーを運用する船では、高気圧救命艇を備える場合もある。
海面への移動は、ダビットなどがあり、傾斜角が一定レベルであっても利用できるようになっている。自由降下式救命艇は、83年SOLAS改正で提案され、迅速な脱出が可能である。方式としては、30度ほどの傾斜角があるスライドを滑ってダイビング後に海面に浮上するスライド降下方式、吊り下げ状態から自由落下する自由落下方式がある。
動力は人力によるものや簡易の帆を持つものもあるが、その一方で電動機による船外機を持つものも見られる。より大型のものや水害時用のものでは、ガソリンエンジンによる大型の船外機が用いられる。ただし漂流物が多い場合はスクリューを損傷する恐れがあるため、やはり人力によるオールに頼らざるをえない。
東京ディズニーランドの蒸気船マークトウェイン号はトムソーヤ島いかだが救助に向かうため、搭載を免除されている。
救命艇
- 海面に降下させるクレーンダビット（英語版）
- 自由降下式救命艇
- 自由降下式救命艇の発進
- 石油採掘施設の耐火救命艇
- 2012年1月13日に転覆したクルーズ客船コスタ・コンコルディアと救命艇

## 宇宙の救命ボート
宇宙船や宇宙ステーションにも救命ボートに相当するものが搭載されている。

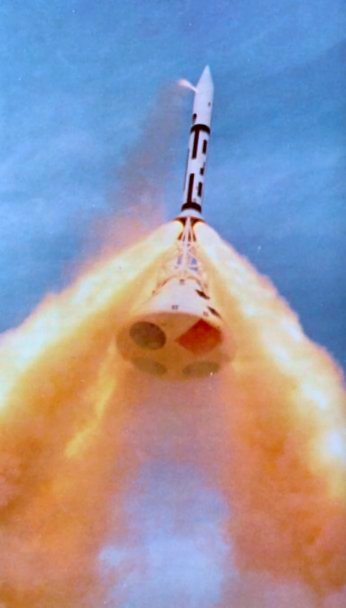
アポロ計画で採用されたLES（試験飛行）
1963年

これには幾つかあり、NASAのアポロ計画で使用されたサターンVロケットには、打ち上げフェイズのトラブル時に緊急脱出用として、宇宙飛行士の乗った指令船の一部を固体ロケットで切り離して一定距離を自力で飛行できる能力が搭載されていた（→ LES ）。ロシア/ソビエト連邦の宇宙船ソユーズにも同種システムが採用されており、過去に一度だけだが実際のトラブルに際して使用され、乗員の脱出に成功している（1983年9月26日）。なお同システムはオリオン型宇宙船にも採用予定である。
またスペースシャトルでは打ち上げ・再突入時における安全な脱出方法はその飛行速度もあって搭載されていない。射出座席のような装置も、現実的ではないと考えられている。ただし軌道上のトラブルでシャトルを放棄せざるをえなくなった際に軌道上に脱出するための「レスキューボール」と呼ばれる白いナイロン製の装備（→ Personal Rescue Enclosure ・）が計画されていた。これらはもちろん大気圏への再突入を行うことは不可能だが、宇宙服のように宇宙の厳しい環境から中の人間を保護するための生命維持装置が組み込まれており、これで故障したシャトルから船外活動の訓練を受けた飛行士に運ばれ別のシャトルへの乗り換えを行うか、宇宙空間を漂いながら救助を待つと言うアイデアである。しかし現状では、すぐさま軌道上を漂流するこれらを回収する手段がないため、本採用には至らなかった。直径約86cmで、人1人が1時間程度宇宙空間で生存可能である。
現在運用されている国際宇宙ステーション (ISS) では、同ステーション生活者の緊急脱出用にソユーズの軌道船が接続されている。ソユーズは半年程度で交換される。宇宙ステーションの破損など非常の際には、独立した生命維持システムを搭載するこの宇宙船に乗員らが乗り込んで操縦、大気圏突入を行って地球へ帰還、すぐさま救援が行えない地域や海域への不時着の場合でも、後述する再突入カプセルに用意された各種サバイバルキットを使用して命をつなぐことが想定されている。
アメリカではISSからの大気圏再突入可能な乗員帰還機(CRV)としてXプレーンシリーズのX-38開発を進めていた。この機体は緊急時に自動航行で大気圏突入を行う機能があり、将来的には特別な訓練を受けていない研究者でも、乗り込みさえすれば地球上に帰還できるとしていたが、開発中止となり、緊急脱出機材としてはソユーズのみが運用されている。
なお打ち上げと帰還に際して、事故などによる海面着水時に備えて、打ち上げロケットや大気圏再突入用のカプセルには、サバイバルキットの付属した救命いかだ（水に浮くもの）も搭載されている。
余禄ではあるが、アポロ13号では宇宙船の故障により、月着陸船を元々の設計目的で利用することは無かったものの、これに搭載された生命維持システムが乗組員の生命を繋ぐ文字通りの「救命ボート」となった。この事故は宇宙開発史に残る「輝かしい失敗」と呼ばれ、『アポロ13』として映画化されている。